# Time (singel Pink Floyd)
Time – utwór muzyczny brytyjskiego zespołu rockowego Pink Floyd. Pochodzi z wydanej w 1973 roku płyty The Dark Side of the Moon.
Jest jedynym na płycie utworem skomponowanym przez wszystkich czterech członków zespołu. Kończy się repryzą piosenki Breathe. Piosenka opowiada o przemijaniu i nieuchronnym zbliżaniu się do śmierci. Stanowi muzyczne memento.

## Kompozycja

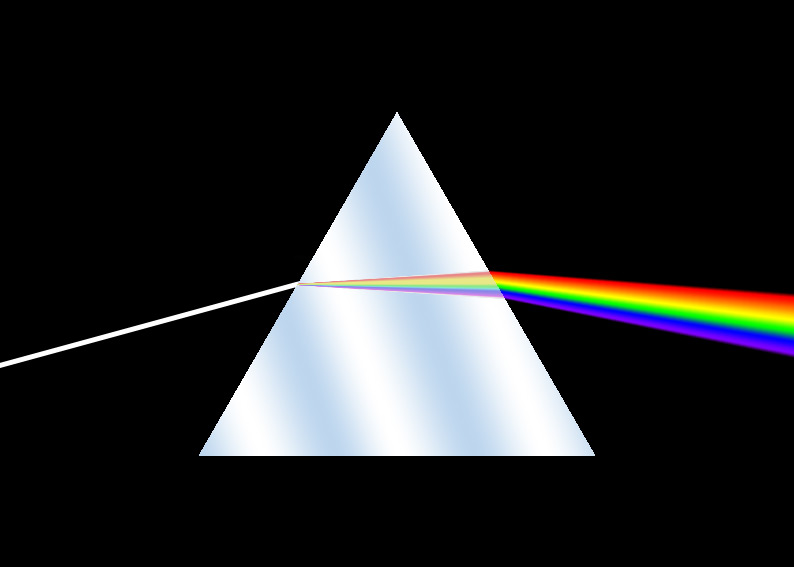
Schemat działania pryzmatu użyty na okładce Dark Side of the Moon

Tekst do „Time” (jak zresztą do każdej piosenki na płycie) napisał Roger Waters. Partie wokalne wykonali Richard Wright i David Gilmour. Utwór rozpoczyna się od tykania zegarów zsynchronizowanych przez Alana Parsonsa. Przez następne dwie minuty w swoim pasażu dominuje Nick Mason. Po zaśpiewaniu pierwszej zwrotki Gilmour gra przeszło dwuminutową solówkę na gitarze elektrycznej. Po zakończeniu drugiej zwrotki i po zaśpiewaniu słów „The time is gone, the song is over, Thought I’d something more to say” piosenka przechodzi w repryzę utworu Breathe.